# Bohumil Gregor
Bohumil Gregor (* 14. Juli 1926 in Prag; † 4. November 2005 ebenda) war ein tschechischer Dirigent.

## Leben
Gregor studierte Kontrabass am Prager Konservatorium. Sein Debüt gab er am 26. Oktober 1947 am Theater des 5. Mai (heute Staatsoper Prag).
Gregor leitete Vorstellungen am Staatstheater Brünn (1949–1951), am Nationaltheater Prag (1955–1958 und 1962–1966), am Mährisch-Schlesischen Nationaltheater in Ostrava (1958–1962), an der Königlich Schwedischen Oper in Stockholm (1966–1969), der Staatsoper Hamburg (1969–1972), der Nederlandse Opera in Amsterdam (ab 1972) sowie in San Francisco, Philadelphia und Washington. 1999 kehrte er an die Prager Staatsoper zurück, wo er bis 2002 als Musikdirektor wirkte.
Gregor hatte in seiner Geburtsstadt zuletzt Janaceks Příhody lišky Bystroušky dirigiert.